# ヤマハポピュラーソングコンテスト
ヤマハポピュラーソングコンテストは、ヤマハ音楽振興会の主催で1969年から1986年まで行われたフォーク、ポップス、ロックの音楽コンテストである。略称「ポプコン」(POPCONとも)。当初は年1回、後に年2回開かれるようになった。グランプリ優勝者には自動的にレコードデビューが約束され、世界歌謡祭の出場資格を得ることができた。第5回まではプロを対象にしたコンテストで、アマチュア向けのプロへの登龍門として開催されるようになったのは第6回からである。
1970年代はフォーク・ニューミュージック、1980年代はニューミュージック全盛期であったが1980年代後半にかけてバンドブームの隆盛やロックへの移行傾向とともにこの名称での大会は終了。1987年以降は世界最大のアマチュアバンドコンテストBAND EXPLOSIONやTEENS' MUSIC FESTIVALに受け継がれ、2007年には「Music Revolution」と名称を変更した。
大会の模様はフジテレビで編集版を放送していたほか、関連協賛番組として、『コッキーポップ』をフジテレビとのつながりが深いニッポン放送他、NRN地域基幹局を中心にネットしたラジオ版と、日本テレビ系列全国ネットで放送されたテレビ版が放送された。

## 沿革
- 1969年 -「'69作曲コンクール」として初開催、後に第1回ポプコンと位置づけられた。会場は三重県志摩半島のヤマハリゾート合歓の郷（ねむのさと）。
- 1972年 - 第4回大会より、コンテスト名称が「作曲コンクール」から「ポピュラーソングコンテスト」に変更。
- 1973年 - 年2回開催となり、5月に「第5回ポピュラーソングコンテスト」を開催。10月には第6回とこの年のみ「グランプリ大会」を連続開催。
- 1974年 - 5月の第7回大会より会場を静岡県掛川市のヤマハリゾートつま恋に変更。
- 1984年 - 前年に起きたつま恋ガス爆発事故のため5月の第27回大会のみ東京都中野区にある中野サンプラザで開催。このため同大会に限り全国大会の名称を使用。10月の第28回大会以降は再びつま恋で開催された。
- 1986年 - 9月の第32回大会をもって終了。
- 1987年以降、TEENS' MUSIC FESTIVALと名称を変更。

## 司会
| 回     | 男性     | 女性       |
| ------ | -------- | ---------- |
| 1      | -        | -          |
| 2      | 小島一慶 | 平野レミ   |
| 3      | 大石吾朗 | 天地総子   |
| 4      | 大石吾朗 | 岡崎友紀   |
| 5      | 大石吾朗 | 松尾ジーナ |
| 6      | 島敏光   | 野間良子   |
| GP大会 | 大石吾朗 | 岡崎友紀   |
| 7      | -        | -          |
| 8      | 大石吾朗 | 岡崎友紀   |
| 9      | 大石吾朗 | 高木麻早   |
| 10     | 大石吾朗 | 中沢京子   |
| 11     | 大石吾朗 | 高崎幹子   |
| 12     | 大石吾朗 | カルメン   |
| 13     | 大石吾朗 | -          |
| 14     | 大石吾朗 | 八神純子   |
| 15     | 大石吾朗 | 八神純子   |
| 16     | -        | 増井孝子   |
| 17     | 大石吾朗 | 増井孝子   |
| 18     | 大石吾朗 | 増井孝子   |
| 19     | 大石吾朗 | 増井孝子   |
| 20     | 大石吾朗 | 増井孝子   |
| 21     | 円広志   | 増井孝子   |
| 22     | 大石吾朗 | 増井孝子   |
| 23     | 大石吾朗 | 増井孝子   |
| 24     | 大石吾朗 | 増井孝子   |
| 25     | 大石吾朗 | 増井孝子   |
| 26     | 大石吾朗 | 増井孝子   |
| 27     | 大石吾朗 | 小林千絵   |
| 28     | 大石吾朗 | 小林千絵   |
| 29     | 大石吾朗 | 小林千絵   |
| 30     | 大石吾朗 | 小林千絵   |
| 31     | 大石吾朗 | 小林千絵   |
| 32     | 大石吾朗 | 小林千絵   |

## 出場歌手
コンテストに出場、グランプリ、優秀曲賞、入賞、特別賞などを受賞し、デビューした代表的な歌手に、NSP、高木麻早（1973年）、谷山浩子、八神純子（1974年）、渡辺真知子、中島みゆき、因幡晃（1975年）、佐々木幸男（1976年）、世良公則&ツイスト、安部恭弘（1977年）、佐野元春、長渕剛、円広志、大友裕子（1978年）、ジプシーとアレレのレ（スターダストレビュー）、チャゲ&飛鳥、クリスタルキング（1979年）、Side by Side（伊丹哲也、十川知司）(1980年) 、雅夢（三浦和人）、きゅうてぃぱんちょす（杉山清貴&オメガトライブ）（1980年）、伊藤敏博、アラジン（高原兄）（1981年）、あみん（岡村孝子）（1982年）、TOM★CAT、辛島美登里（1983年）、新居昭乃（1984年）、音楽家に寺嶋民哉、千住明などがいる。
受賞には至っていないが、1986年の第31回大会には岡崎律子が、高校時代に親友2人（堤真耶と加藤恵子）と結成したアマチュアバンド「エレナー」で関東・甲信越大会とつま恋本選会（動画）に出場している。アマチュア時代の安全地帯も1973年の第6回から1977年の第13回まで（第11回を除く）北海道大会に出場し、1976年の第12回ではつま恋本選会に出場した。アマチュア時代のピンク・レディーも1974年の第8回東海地区大会決勝に「クッキー」というグループ名で出場している。大江千里も1977年に関西地区大会予選に出場したこともあったが、このときは世良公則&ツイストが全国大会に進出を果たした。田中マイミも1978年の第15回大会のつま恋本選会に「田中真美」名義で出場している。
開始当初は「作曲コンクール」という名称であったが、1972年の第4回から「ポピュラーソングコンテスト」の名で、若者中心のコンクールに移行した。1970年代の後半までは、フォーク系の楽曲が多かったが、1977年にグランプリを獲得した世良公則&ツイスト以降はロック系の楽曲が増えた。ポプコンがスターの登竜門として華々しくなったのは、世良公則&ツイスト以降である。1979年5月の第17回本選会でグランプリを獲得した小柳孝人「流浪（さまよい）」を紹介した『mimi』1979年8月号の記事に「アマチュアミュージシャンのあこがれというよりも、ツイスト、円広志、八神純子たちを生んだといったほうが分かりやすい、ヤマハのポプコン」と書かれており、この時点に於いても、一般にはまだポプコン自体の知名度が低いことが分かる。

## 受賞
詳細は、大会公式サイトの各回を参照。詳細は不明だが下記表の代表支部の「財団」は、主催である一般財団法人ヤマハ音楽振興会経由での出場の模様。

### '69作曲コンクール(第1回)
- 1969年11月23日 合歓の郷ヤマハミュージックホール
- 歌手とオーケストラ：安藤恵子、川村純子、薩めぐみ、沢村美司子、紫倉万里子、高原みどり、那須あけみ、森朋子、アポロイレブン、北上健、平島秀洋、人見道子とブラックフォー、コーロ・フローラ、ノーティー・サウンズ・オーケストラ、タッシュ・グループ、粟野まりえ、服部正、ジャパンレディーズオーケストラ

| 賞         | 曲名                     | 作詞                          | 作曲                          | 歌手           | 代表支部 |
| ---------- | ------------------------ | ----------------------------- | ----------------------------- | -------------- | -------- |
| グランプリ | 恋人はあなた             | 柴野未知                      | 林雅諺                        | 黛ジュン       | 財団     |
| グランプリ | からだの中を風が吹く     | 下田 偉咲夫 （しもだ いさお） | 下田 偉咲夫 （しもだ いさお） | 北上健         | 財団     |
| グランプリ | GRADUATE                 | Joan Wigness                  | Joan Wigness                  | ジ・オフコース | アメリカ |
| 入賞       | 星に願いを               | 伴田（ともだ）啓子            | 伴田（ともだ）啓子            |                | 東京     |
| 入賞       | 恋のイパオビーチ         | 大久保いつ子                  | 大久保いつ子                  |                | 大阪     |
| 入賞       | 虹の恋                   | 白川聖                        | 山室紘一                      |                | 大阪     |
| 入賞       | 象のシワ                 | サトー・ハチロー              | 河村 迪子（みちこ）           |                | 名古屋   |
| 入賞       | 小ちゃな恋               | 太田忍                        | 太田忍                        |                | 仙台     |
| 入賞       | 黒い雨                   | 小田切信夫                    | 杉浦栄次郎                    |                | 広島     |
| 入賞       | 幸福が通りすぎないうちに | 安井かずみ                    | 山添貢                        |                | 財団     |
| 入賞       | あかりを消して           | 西陽子                        | 黒川哲                        |                | 財団     |
| 入賞       | 愛のお城                 | 高村伸                        | 菅谷幸三                      |                | 財団     |
| 入賞       | DON'T PASS ME BY         | Betty Dean                    | Betty Dean                    |                | アメリカ |
| 入賞       | SPRING TIME              | Evelyn Heese                  | Evelyn Heese                  |                | カナダ   |

#### その他の出場歌手
（代表支部：歌手名）
- 財団：大和田征、森泰子、馬場 辰毅（たつき）
- 北海道：柳沼良保、田村美智、小山路子、和田紘子
- 東京：スヤリ英範、相見 暁子（あきこ）、山本順一、滝沢忠、橋口正満
- 浜松：佐藤薫
- 名古屋：吉田和恵
- 大阪：今嶋昭子、水野みはる、宮本節子、橋本美和子
- 広島：仲尾典子、山田敦子、大段美喜子、武内紘一、川口洋子
- 九州：森井弘美、松本 寿為子（すいこ）、井上 具子（ともこ）
- カナダ：Evelyn Heese

### '70作曲コンクール(第2回)
- 1970年11月5日 合歓の郷屋内ホール
- 演奏：原信夫とシャープス&フラッツ、服部正とジャパンレディスオーケストラ
- ゲスト：シャデラックス、赤い鳥、キングトーンズ
- 審査員：川上源一、中村八大、服部正、服部克久、すぎやまこういち、東海林修、鈴木邦彦、川口真、森岡賢一郎、氏原和美、鱸真次

| 賞         | 曲名                   | 作詞       | 作曲        | 編曲       | 歌手                   |
| ---------- | ---------------------- | ---------- | ----------- | ---------- | ---------------------- |
| グランプリ | できごと               | 我谷和夫   | 佐藤健      |            | 弘田三枝子             |
| グランプリ | 道                     | 牧野はるみ | 牧野はるみ  |            | 沖一郎                 |
| グランプリ | 時は気づかない         | 萩原大造   | 萩原大造    |            | ピース・メーカーズ     |
| 入賞       | さすらう若者の歌       | 梅垣達志   | 梅垣達志    |            | 梅垣達志               |
| 入賞       | WONDERLAND OF LOVE     | Joyce Shaw | Joyce Shaw  |            | 赤い鳥                 |
| 入賞       | 好きよ雨               | 細井陽子   | 細井陽子    |            | シャデラックス         |
| 入賞       | 質屋のテーマ           | 鮎川圭介   | 鮎川圭介    |            | 平野レミ               |
| 入賞       | 白いパンタロン         | 有本暁美   | 有本暁美    |            | ひろせのりこ           |
| 入賞       | SWEET BABE OF MINE     | Reid       | Janice Ruth |            | マイラーケイ           |
| 入賞       | ランキュラスの王子さま | 小牧久芳   | 伊藤正行    |            | 沢村和子とピーターパン |
| 入賞       | 風の中、二人は…        | 西海枝淑子 | 西海枝淑子  | 山添貢     | はつみかんな           |
| 編曲賞     | 風の中、二人は…        | 西海枝淑子 | 西海枝淑子  | 山添貢     | はつみかんな           |
| 編曲賞     | 風の中にあなたが       | 梶浦恵子   | 梶浦恵子    | 橋口万砂光 | 小野階子               |

#### その他の出場歌手
- 尾崎紀世彦、松村幸子、マックス、高原みどり、本田路津子、藤田とし子、安藤京子、ミカ沢田、森朋子、斉藤マリ、藤野ひろ子、田渕春子、ジェリー藤尾、キングトーンズ、冴草まなみ

### '71作曲コンクール(第3回)
- 1971年10月9日 合歓の郷野外ホール
- 指揮者：小野崎孝輔、服部克久、小坂務
- 演奏：アンサンブルブーケ、小坂務とニューソニックオーケストラ、ブレッシング・フォー、ウイルヴィーズ

| 曲名                   | 作詞       | 作曲       | 編曲           | 歌手                              | 代表支部 | グランプリ | 入賞 | 作曲奨励賞 | 編曲賞 | 歌唱賞 | 川上賞 |
| ---------------------- | ---------- | ---------- | -------------- | --------------------------------- | -------- | ---------- | ---- | ---------- | ------ | ------ | ------ |
| Please Please Please   | 松田晃     | 松田晃     | 上田力         | ヒデとロザンナ                    | 大阪     | ◯          |      |            |        |        |        |
| 雨                     | 森田純一   | 菅 節和    | モップス       | モップス                          | 財団     | ◯          |      |            |        |        |        |
| 人は誰も恋を語る時     | 銘木章     | 古本貴子   | 東海林修       | 弘田三枝子                        | 東京     |            | ◯    |            |        | ◯      |        |
| 小さな恋だから         | 大場小百合 | 大場小百合 | 宮川泰         | 五代ゆう子                        | 北海道   |            | ◯    |            |        | ◯      |        |
| お見合いのうた         | 世良 基    | 西形美智子 | 福井利雄       | 平野レミ                          | 広島     |            | ◯    |            |        |        |        |
| September Rain         | -          | 八木節     | 青木望         | ランプラーズ                      | 東京     |            | ◯    |            |        |        |        |
| 太陽の忘れもの         | 中村裕子   | 中村裕子   | 中川昌         | バンプス                          | 東京     |            | ◯    |            |        |        |        |
| ひと夏の想い出         | 我谷和夫   | 佐藤健     | 服部克久       | 美樹克彦                          | 財団     |            | ◯    |            |        | ◯      |        |
| サルビアの花           | 早川よしお | 早川よしお | ボブ佐久間     | オフコース                        | 東京     |            | ◯    |            |        |        |        |
| あなたを夢見て         | 杉本民子   | 杉本民子   | 大柿隆         | 岩渕リリ                          | 東京     |            | ◯    |            |        |        |        |
| 君への不満オレの不満   | 小田健二朗 | 小田健二朗 | かまやつひろし | かまやつひろし&ドボンエイドバンド | 東京     |            | ◯    |            |        |        |        |
| あなたの手紙           | 有美子     | 阿部俊一   | 小谷充         | 大木康子                          | 東京     |            | ◯    |            |        | ◯      |        |
| 愛の始め               | 安井かずみ | 田村博正   | 中野正次       | 藤田とし子                        | 財団     |            | ◯    | ◯          | ◯      | ◯      |        |
| あの娘と俺との         | 村田茂     | 渡辺滋生   | 藤尾正重       | 上条恒彦                          | 大阪     |            | ◯    |            |        | ◯      |        |
| 罪と罰                 | 鹿倉義一   | 中村雅彦   | 中村雅彦       | 麻生レミ                          | -        |            |      |            | ◯      |        | ◯      |
| あなたがいれば         | 山下一彦   | 山下一彦   | 安保茂         | 串田アキラ                        | -        |            |      |            |        | ◯      | ◯      |
| ユートピアを夢見る少年 | 永田正和   | 広田義一   | 藤尾正重       | 町田義人                          | 大阪     |            |      |            |        |        | ◯      |
| 渚の情景               | 山崎毅     | 山崎毅     | 内田裕也       | 麻生レミ＋PYG                     | -        |            |      |            |        |        | ◯      |
| 孤独の世界             | 睦月清志   | 睦月清志   | 睦月清志       | 睦月清志                          | 広島     |            |      |            |        |        | ◯      |
| 失恋                   | 船垣茂     | 大矢純子   | 小谷充         | 岩渕リリ                          | -        |            |      |            |        |        | ◯      |

#### その他の出場歌手
- 太田浩明、ドボンエイドバンド＋Dr.イカキンレイ&ヒズカマックス、メロディースー、ウイルヴィーズ、朝吹じゅん、ズーニーブー、田中星児、リッキー&960ポンド、天地総子、木月京子、グリーメン、竹本恵美子、シュガーシュガー、キャロライン洋子、タイム5

### ポピュラーソングコンテスト'72(第4回)
- 1972年10月8日 合歓の郷屋外ホール
- 指揮者：南安雄
- 演奏：新音楽協会
- ショータイム出演者：ヴィッキー

| 曲名                         | 作詞       | 作曲     | 歌手                           | 代表支部 | グランプリ | 入賞 | 歌唱賞 | 新人歌唱賞 | 審査員個人賞 |
| ---------------------------- | ---------- | -------- | ------------------------------ | -------- | ---------- | ---- | ------ | ---------- | ------------ |
| 忘れたはずの愛               | 峰新也     | 峰新也   | 伊藤愛子                       | 名古屋   | ◯          |      | ◯      |            |              |
| 何処へ                       | 小谷夏     | 星勝     | モップス                       | 財団     | ◯          |      |        |            |              |
| ゴリラの唄                   | 松田篝     | 松田篝   | チューインガム                 | 大阪     | ◯          |      |        |            |              |
| あなたの心の片すみに         | 松田晃     | 松田晃   | 松田晃                         | 大阪     |            | ◯    |        | ◯          |              |
| 風の色は何色                 | 島田千昭   | 島田千昭 | ポップアイド                   | 大阪     |            | ◯    |        |            |              |
| 二人は今                     | 吉田智恵   | 吉田智恵 | 山崎朗                         | 名古屋   |            | ◯    |        |            | ◯            |
| 神様は知らない               | 藤井章     | 藤井章   | 橋爪健一とラブ・クリエイション | 名古屋   |            | ◯    |        |            |              |
| プロポーズの仕方教えて下さい | 古谷和秀   | 古谷和秀 | 古谷和秀                       | 東京     |            | ◯    |        |            |              |
| あなたなら                   | 田中唯士   | 田中唯士 | よもやハナハナバンド           | 財団     |            | ◯    |        |            |              |
| 紙飛行機                     | 井上陽水   | 井上陽水 | 井上陽水                       | 財団     |            | ◯    |        |            |              |
| 恋唄                         | 山田真珠美 | 奈良史樹 | 九重佑三子                     | 東京     |            | ◯    |        |            |              |
| 思い出は泪とともに           | 子門真人   | 子門真人 | 高橋キヨシ                     | 財団     |            |      | ◯      |            |              |
| 抵抗                         | 永田正和   | 広田義人 | 上田正樹＋ネム音楽院           | 大阪     |            |      |        | ◯          |              |

#### その他の出場歌手
代表支部：歌手名
- 財団：じゅん&ネネ、松崎しげる、コンフィデンス、ブレッド&バター、林哲司
- 北海道：Nineあるんず＋シティー・ライツ
- 仙台：リッキーとニュー960ポンド、岩渕リリ&星克己、佐久間貞光＋クリエイション
- 東京：松田義明、藤原誠、びっくり箱
- 浜松：エディ村田
- 名古屋：永田克子
- 大阪：スケッチ・ブック
- 広島：三枝マモル
- 九州：ウィッシュ、ポップアイ

### 第5回ポピュラーソングコンテスト合歓本選会
- 1973年5月20日 合歓の郷野外ホール
- 指揮者：深町純
- 演奏：新音楽協会
- ゲスト：ヤング101

| 曲名               | 作詞               | 作曲               | 歌手                         | 代表支部 | 入賞 | 歌唱賞 | 川上賞 |
| ------------------ | ------------------ | ------------------ | ---------------------------- | -------- | ---- | ------ | ------ |
| あやつり人形       | 井手雅英           | 井手雅英           | ピエロ                       | 九州     | ◯    |        |        |
| 下っ端             | 炭谷直宏           | 炭谷直宏           | 金玉（こんぎょく）           | 大阪     | ◯    |        |        |
| 動物たちの世界     | 松田マミ           | 松田りか           | チューインガム               | 大阪     | ◯    |        |        |
| たんぽぽ           | 米山拓巳           | 米山拓巳           | ジャンク                     | 東京     | ◯    |        |        |
| 私の好きな組合せ   | 小坂恭子           | 小坂恭子           | 小坂恭子                     | 九州     | ◯    | ◯      |        |
| 82才のおじいさん   | 市村敏行・古田善昭 | 市村敏行・古田善昭 | Time                         | 東京     | ◯    |        |        |
| 京都にさよなら     | 小谷道明           | 小谷道明           | ウメボシ                     | 名古屋   | ◯    |        |        |
| この手に           | 神明智恵子         | 阿部敏郎           | 加藤光子                     | 浜松     | ◯    |        |        |
| あせ               | 天野滋             | 天野滋             | ニューサディスティックピンク | 仙台     | ◯    |        |        |
| ひとりぼっちの部屋 | 高木麻早           | 高木麻早           | 高木麻早                     | 名古屋   | ◯    | ◯      |        |
| さよならの世界     | 世良基             | 世良基             | 上条恒彦                     | 広島     | ◯    | ◯      |        |
| 私の願い           | 松田篝             | 松田泰子           | 藤野ひろ子+チューインガム    | 大阪     | ◯    |        |        |
| 今はこれだけ       | 三沢あきら         | 三沢あきら         | 山崎朗                       | 東京     | ◯    |        |        |
| 夜明けのひとときに | 細矢久人           | 細矢久人           | 高橋キヨシ                   | 東京     |      | ◯      |        |
| 最后の朝           | 堀由介             | 堀由介             | 朝霧マチ                     | 名古屋   |      |        | ◯      |

#### その他の出場歌手
（代表支部：歌手名）
- 財団：松原美紀、ハナハナ、藤原誠、オレンジ
- 北海道：ザッパ
- 仙台：村上詩
- 東京：岡本正、のこいのこ
- 名古屋：橋爪健市、伊藤愛子
- 大阪：上田耕二、みにくいあひるのこ、松田晃&岩渕リリ、風コーラス団
- 九州：グランドオーケストラ&ベンドラ集団、ウィッシュ

### 第6回ポピュラーソングコンテスト合歓本選会
- 1973年10月13日 合歓の郷野外ホール
- 指揮者：深町純
- 演奏：新音楽協会
- ゲスト：つなき&みどり、ハニー・ジューン、高木麻早、NSP(ニュー・サディスティックピンク)

| 曲名                       | 作詞                    | 作曲       | 歌手                             | 入賞 | 歌唱賞 | 新人歌手 | 奨励賞 | 作詩賞 | 川上賞 |
| -------------------------- | ----------------------- | ---------- | -------------------------------- | ---- | ------ | -------- | ------ | ------ | ------ |
| すてきな旅                 | 森田純一                | 菅 節和    | ウィッシュ                       | ◯    |        |          |        | ◯      |        |
| 土曜の夜はパーティー       | 梅垣達志                | 梅垣達志   | ワカとヒロ&コーラス団            | ◯    |        |          |        |        |        |
| あなた                     | 小坂明子                | 小坂明子   | 小坂明子                         | ◯    |        | ◯        |        |        |        |
| すみれの花                 | 岡本正                  | 岡本正     | 岡本正とドボンエイドバンド       | ◯    |        |          |        |        |        |
| 誰もいない部屋             | 岩村文雄                | 岩村実     | 岩村実とハードスケジュールバンド | ◯    |        |          |        |        |        |
| 私のミニメッセージ         | 加藤恵司                | 加藤恵司   | 斉藤とラバーソウル               | ◯    |        |          |        |        |        |
| 糸                         | 高田真樹子              | 高田真樹子 | 高田真樹子                       | ◯    |        |          | ◯      |        |        |
| さすらいの美学             | 松田篝                  | 松田篝     | 伊勢功一＋卍（まんじ）           | ◯    | ◯      |          |        |        |        |
| 恋はノンストップ           | 水野敬子                | 山西真理   | ピーマン                         | ◯    |        |          |        |        |        |
| 子守娘（あだこ）のバラード | 若松たつみ              | 鎌田一平   | ギンガム＋長谷川彰介             | ◯    |        |          |        |        |        |
| 明日に向って               | 中野仁志                | 中野仁志   | トップギャラン                   | ◯    |        |          |        |        |        |
| 小さな出発                 | 満田斉 （みつたかづほ） | 子門正人   | 朝霧マチ（葛城ユキ）             |      | ◯      |          |        |        | ◯      |
| ヘイ!どうした              | 浜田良美                | 浜田良美   | Nuts（浜田良美）                 |      |        |          |        |        | ◯      |
| てるてる坊主               | カトーハルアキ          | 岩間雅彦   | 高橋キヨシ                       |      |        |          |        |        | ◯      |
| 片想いの女の子             | 小坂恭子                | 小坂恭子   | 小坂恭子                         |      |        |          |        |        | ◯      |

#### その他の出場歌手
- 松原ミキとハーハーズ、占部隆一、マーガレット、竹田伸彰、居酒屋、パンプキン、上田耕三、二枚目&三枚目、庄野真代、鈴木ひろみ、望田裕治、大前ブラザースバンド、川村純子、風コーラス団、阿部敏郎、ジャンク、叶正子

### ポピュラーソングコンテスト'73グランプリ大会
- 1973年10月14日 合歓の郷野外ホール
- 指揮者：深町純
- 演奏：新音楽協会
- ゲスト：モップス、南こうせつとかぐや姫

| 賞         | 曲名           | 作詞       | 作曲       | 歌手                       | 世界歌謡祭の結果      |
| ---------- | -------------- | ---------- | ---------- | -------------------------- | --------------------- |
| グランプリ | さすらいの美学 | 松田篝     | 松田篝     | 伊勢功一&卍（まんじ）      | 第4回・入賞           |
| グランプリ | あなた         | 小坂明子   | 小坂明子   | 小坂明子                   | 第4回・グランプリ     |
| 優秀賞     | すみれの花     | 岡本正     | 岡本正     | 岡本正とドボンエイドバンド | 第4回・予選出場       |
| 優秀賞     | 糸             | 高田真樹子 | 高田真樹子 | 高田真樹子                 | 第4回・予選出場       |
| 優秀賞     | さよならの世界 | 世良基     | 世良基     | 上条恒彦                   | 第4回・歌唱グランプリ |

#### その他の出場歌手
- 山崎朗、岩村実とハードスケジュールバンド、ピエロ、ピーマン、Time、金玉(こんぎょく)、藤野ひろ子、ジャンク、トップギャラン、ギンガム＋長谷川彰介、チューインガム、斉藤とラバーソウル、ウィッシュ、小坂恭子、うめぼし、ワカとヒロ&コーラス団

### 第7回ポピュラーソングコンテストつま恋本選会
- 1974年5月5日 つま恋エキシビションホール
- 指揮者：三保敬太郎
- 演奏：新音楽協会

| 賞         | 曲名                         | 作詞           | 作曲             | 歌手                             | 代表支部 | 世界歌謡祭の結果    |
| ---------- | ---------------------------- | -------------- | ---------------- | -------------------------------- | -------- | ------------------- |
| グランプリ | 恋のささやき                 | 小坂恭子       | 小坂恭子         | 小坂恭子                         | 九州     |                     |
| 最優秀賞   | 今では                       | 藤井久雄       | 藤井久雄         | 山崎朗                           | 東京     | 第5回・歌唱賞       |
| 最優秀賞   | 木曾は山の中                 | 松田篝         | 松田篝           | 葛城ゆき                         | 財団     | 第5回・入賞、川上賞 |
| 入賞       | 貨物列車                     | 牧野哲人       | 牧野哲人         | ピーマン                         | 北海道   |                     |
| 入賞       | 貴方が想い出になる日         | 岩村文雄       | 岩村実           | 岩村実とハードスケジュールバンド | 東京     |                     |
| 入賞       | 青い絵具箱                   | いしおかまさこ | いしおかしんいち | てんとう虫                       | 仙台     |                     |
| 入賞       | プラタナスの丘               | 田原敬子       | 田原敬子         | 庄野真代                         | 大阪     |                     |
| 入賞       | お早うございますの帽子屋さん | 谷山浩子       | 谷山浩子         | 谷山浩子                         | 東京     |                     |
| 入賞       | さよなら                     | 田村真知子     | 田村真知子       | モック                           | 九州     |                     |
| 入賞       | つぶやき                     | 大西順子       | 大川郁夫         | 葛城ゆき                         | 仙台     |                     |
| 入賞       | まいだち                     | 南梨花         | 奥田裕一         | 風コーラス団                     | 大阪     |                     |
| 入賞       | キューピーちゃん             | 吉川昇         | 吉川昇           | 吉川団十郎一座                   | 仙台     |                     |
| 入賞       | 待ちわびて                   | 中沢京子       | 中沢京子         | 中沢京子                         | 広島     |                     |
| 入賞       | ワルツ                       | 西込伸一       | 西込伸一         | 松田晃・庄野真代                 | 九州     |                     |
| 川上賞     | つぶやき                     | 大西順子       | 大川郁夫         | 葛城ゆき                         | 仙台     |                     |
| 川上賞     | キューピーちゃん             | 吉川昇         | 吉川昇           | 吉川団十郎一座                   | 仙台     |                     |
| 川上賞     | 田吾作音頭                   | 阿部十全       | 小野克弘         | 田吾作                           | 仙台     |                     |

#### その他の出場歌手
- ケチャップ、ぴんふでんでん、Do Do（ドド）、国士無双、高岡美智子、アグアグ、スーパーパンツ、長谷川彰介、魔神、赤ちょうちん、中田陽子、花いちもんめ、ウィッシュ、小泉まさみとこんがりトースト、阿部一族、平島のり子、ノバ、松崎しげる＋Complex47

### 第8回ポピュラーソングコンテストつま恋本選会
- 1974年10月13日 つま恋エキシビションホール
- 演奏：新音楽協会
- ゲスト：N.S.P(ニューサディスティックピンク)、小坂恭子

| 賞         | 曲名                     | 作詞             | 作曲       | 歌手                  | 代表支部 | 世界歌謡祭の結果          |
| ---------- | ------------------------ | ---------------- | ---------- | --------------------- | -------- | ------------------------- |
| グランプリ | チャップリンに愛をこめて | 松田りか・やす子 | 松田りか   | チューインガム        | 大阪     | 第5回・本選出場           |
| 優秀曲賞   | 雨の日のひとりごと       | 八神純子         | 八神純子   | 八神純子              | 名古屋   | 第5回・本選出場           |
| 優秀曲賞   | いつのまにか君は         | 浜田良美         | 浜田良美   | 浜田良美              | 財団     | 第5回・グランプリ、歌唱賞 |
| 優秀曲賞   | 3月3日の悲しみ           | 柴田容子         | 柴田容子   | 柴田容子&シスコキッド | 名古屋   | 第5回・予選出場           |
| 入賞       | 1,2,3,4                  | 中村伊都子       | 中村伊都子 | 一丁目一番地          | 広島     |                           |
| 入賞       | 飛騨の里                 | 柳原悦郎         | 陶山寿雄   | 国士無双              | 名古屋   |                           |
| 入賞       | 小さな詩                 | 雨宮留美子       | 雨宮留美子 | ピーマン              | 東京     | [ 注 9 ]                  |
| 入賞       | 雨あがり                 | 平本仁           | 平本仁     | 平本仁                | 浜松     |                           |
| 入賞       | 部屋を出て下さい         | 上岡健二         | 上岡健二   | ラベル ド テンダネス  | 東京     |                           |
| 入賞       | 路面電車の想い           | 斉藤 恭二        | 赤羽昭一郎 | 赤羽昭一郎            | 九州     |                           |
| 入賞       | 幸せの時                 | 八神純子         | 八神純子   | 八神純子              | 名古屋   |                           |
| 入賞       | いじっぱり               | 高岡美智子       | 高岡美智子 | 高岡美智子            | 大阪     |                           |
| 入賞       | すばらしい明日の世界へ   | 宗像和則         | 宗像和則   | 東京少年少女合唱隊    | 仙台     |                           |
| 川上賞     | 髪                       | 菊地弘子         | 菊地弘子   | 菊地弘子              | 仙台     |                           |
| 川上賞     | 学芸会のデラ             | 峯岸孝之         | 峯岸孝之   | さんズン法師          | 東京     |                           |

#### その他の出場歌手
- ピノキオ、鏡世界、小倉もと子・超、バックレイン元春セクション、異邦人、上田耕三、スズメの合唱団＜「夢見る頃」で、第5回世界歌謡祭・予選出場＞、松永千鶴、ヒデタ樹、結（ゆい）、庄野真代、

児島留美、朝野葉子、スーパーオレンジサンシャイン、石井まゆみ、ミーチ、
細川ともつぐ&木戸泰弘、フルハーネス

### 第9回ポピュラーソングコンテストつま恋本選会
- 1975年5月18日 つま恋エキシビションホール
- 演奏：ヤマハ・ポップス・オーケストラ
- ゲスト：浜田良美とスペシャルリザーヴ

| 賞         | 曲名               | 作詞         | 作曲       | 歌手         | 代表支部 | 世界歌謡祭の結果      |
| ---------- | ------------------ | ------------ | ---------- | ------------ | -------- | --------------------- |
| グランプリ | わたり鳥           | 井上清春     | 井上清春   | 七福神       | 九州     | 第6回・本選出場       |
| 優秀曲賞   | ミスターロンサム   | 柴田容子     | 柴田容子   | 柴田容子     | 名古屋   | 第6回・歌唱賞、川上賞 |
| 優秀曲賞   | 幸せの国へ         | 八神純子     | 八神純子   | 八神純子     | 名古屋   | 第6回・予選出場       |
| 優秀曲賞   | 君の住んでいた街   | 藤川芳孝     | 藤川芳孝   | 松崎しげる   | 広島     | 第6回・入賞、歌唱賞   |
| 入賞       | 傷ついた翼         | 中島みゆき   | 中島みゆき | 中島みゆき   | 北海道   |                       |
| 入賞       | 母さんの命日       | たかはし雅美 | 金沢邦和   | 岩村実       | 東京     |                       |
| 入賞       | 恋はアモーレ       | 矢板勉       | 矢板勉     | 矢板勉       | 東京     |                       |
| 入賞       | 届かない手紙       | 大杉弓子     | 大杉弓子   | 高岡美智子   | 浜松     |                       |
| 入賞       | 私はコスモス       | 田原敬子     | 田原敬子   | 庄野真代     | 大阪     |                       |
| 入賞       | 麦畑               | 木村恭子     | 木村恭子   | 風コーラス団 | 大阪     |                       |
| 入賞       | あんたとあたい     | 田代由紀子   | 小松直美   | 赤ずきん     | 九州     |                       |
| 入賞       | あこがれ色の想い出 | 伊豆一彦     | 伊豆一彦   | ジョイス     | 財団     |                       |
| 特別賞     | オルゴールの恋唄   | 渡辺真知子   | 渡辺真知子 | PIA          | 東京     |                       |
| 特別賞     | かぎ               | 楠本とし子   | 楠本とし子 | 川西乃里子   | 東京     |                       |
| 特別賞     | 東京親不孝通り     | 野仲美弥子   | 伊藤拓正   | 吉村邦夫     | 仙台     |                       |

#### その他の出場歌手
（代表支部：歌手名）
- 北海道：岩崎宏美&しかし、第一巻第百章
- 仙台：ジプシー、あっぷる
- 東京：APRIL DANCER、包山和美とサーカス団
- 浜松：ピーマン、小坂恭子、ON、藤井宮子
- 名古屋：ラブ クリエイション、PIPER POO
- 大阪：サウンド シティーフレンズ、マウンテン パパ
- 広島：小谷隆春、くいんまりい
- 九州：てんとう虫、アコとそのグループ

### 第10回ポピュラーソングコンテストつま恋本選会
- 1975年10月12日 つま恋エキシビションホール
- 演奏：ヤマハ・ポップス・オーケストラ
- ゲスト：サンディー・アイ、八神純子、柴田容子、小坂恭子

| 賞         | 曲名                 | 作詞         | 作曲       | 歌手                         | 代表支部 | 世界歌謡祭の結果  |
| ---------- | -------------------- | ------------ | ---------- | ---------------------------- | -------- | ----------------- |
| グランプリ | 時代                 | 中島みゆき   | 中島みゆき | 中島みゆき                   | 北海道   | 第6回・グランプリ |
| 優秀曲賞   | わかって下さい       | 因幡晃       | 因幡晃     | 因幡晃                       | 仙台     | 第6回・入賞       |
| 優秀曲賞   | 失うものは何もない   | 永田隆志     | 平野孝幸   | ON（オン）                   | 浜松     |                   |
| 入賞       | 帆のない舟を浮かべて | たかはし雅美 | 大嶽朱美   | 山下真由美・S.M.コレクション | 浜松     |                   |
| 入賞       | ちえこ               | 牧野三朗     | 牧野三朗   | ファンキーミルク             | 東京     |                   |
| 入賞       | やさしい雨           | 奥野節子     | 奥野節子   | 奥野節子                     | 大阪     |                   |
| 入賞       | ウィリー・ウィル     | 松宮恭子     | 松宮恭子   | 高崎幹子                     | 東京     |                   |
| 入賞       | あなたよ             | 能登賢二     | 能登賢二   | 佐藤仁子                     | 北海道   |                   |
| 入賞       | 今晩来ないか         | 安藤芳彦     | 前田義秀   | こんがりトースト             | 東京     |                   |
| 入賞       | 目をそらさないで     | 田島裕子     | 田島裕子   | 田島裕子                     | 大阪     |                   |
| 入賞       | 名もない旅に二人     | 梅田恵子     | 鈴木収一郎 | イフ                         | 浜松     |                   |
| 入賞       | 朝                   | 田原敬子     | 田原敬子   | 庄野真代                     | 大阪     |                   |
| 川上賞     | ママのお誕生日       | 吉川昇       | 吉川昇     | 斉藤晋・石垣直美             | 仙台     | 第6回・予選出場   |

#### その他の出場歌手
（代表支部：歌手名）
- 北海道：本間ゆり
- 仙台：赤信号
- 東京：麻里絵、スルートラフィック、PIA
- 名古屋：ウース テッド、たじまかおる、おきあきえ、おり姫、クルー
- 大阪：ペルル、児雷也、佐藤由紀子、おにやんま
- 広島：ラミ、冠二郎、高橋貴代美、リトル・スヌーピー
- 九州：平木健治、山田伊久磨と人間モドキ、塩見大治郎

### 第11回ポピュラーソングコンテストつま恋本選会
- 1976年5月16日 つま恋エキシビションホール
- 指揮：山室 紘一
- 演奏：ヤマハ・ポップス・オーケストラ
- ゲスト：N.S.P.

| 賞         | 曲名                       | 作詞            | 作曲           | 歌手                       | 代表支部 | 世界歌謡祭の結果  |
| ---------- | -------------------------- | --------------- | -------------- | -------------------------- | -------- | ----------------- |
| グランプリ | グッドバイ・モーニング     | ゆいまこと      | なかじまかおる | サンディー・アイ           | 広島     | 第7回・グランプリ |
| 優秀曲賞   | 想い出川                   | 西田恭平        | 西田恭平       | ホワイトハウスII(西田恭平) | 九州     |                   |
| 優秀曲賞   | 君は風                     | 佐々木幸男      | 佐々木幸男     | 佐々木幸男                 | 北海道   | 第7回・本選出場   |
| 優秀曲賞   | 哀しみのバラード           | 根田成一        | 根田成一       | 根田成一                   | 仙台     | 第7回・入賞       |
| 優秀曲賞   | Mr.じょんから              | 工藤均          | 工藤均         | キン・バンド               | 仙台     | 第7回・本選出場   |
| 入賞       | 魔法使いのおばあちゃま     | 左達郁代        | 柴田恵子       | 本間ゆり                   | 大阪     |                   |
| 入賞       | パパとママのロックンロール | 浜本聡・ 前光昭 | 前光昭         | フィンガージュニア         | 広島     |                   |
| 入賞       | 誰もいない                 | 山田文子        | 山田文子       | 山田文子                   | 東北     |                   |
| 入賞       | 未来（いつか）             | 永田隆志        | 平野孝幸       | オン                       | 浜松     |                   |
| 入賞       | さよならの時               | 中沢京子        | 中沢京子       | 中沢京子                   | 広島     |                   |
| 入賞       | もう一度あなたと           | 松浦安希子      | 松浦安希子     | 麻里絵                     | 東京     |                   |
| 入賞       | 風が運んだ子守唄           | 門明美          | 安藤淳一郎     | ドリンカーズ               | 名古屋   |                   |
| 川上賞     | 恋の破れ雨                 | 岸本宏          | 半田ふくよ     | 川西乃里子                 | 浜松     |                   |

#### その他の出場歌手
（代表支部：歌手名）
- 北海道：ジャンキー ブラザーズ バンド、佐藤仁子
- 東北：渡辺裕子
- 仙台：持地三津子
- 東京：高崎幹子、ミルク・トレイン、Folk-Tale
- 浜松：朝野葉子、大嶽朱美
- 名古屋：じゅのん、奥山直美、おきあきえとサウスフォーメンズ
- 大阪：内海美幸、木村恭子、中島さとしとジャーバンド、ラブ・トレイン
- 広島：シャボン玉
- 九州：遠藤芳枝、渡辺真知子

### 第12回ポピュラーソングコンテストつま恋本選会
- 1976年10月3日 つま恋エキシビションホール
- 演奏：ヤマハ・ポップス・オーケストラ
- ゲスト：因幡晃

| 賞         | 曲名                   | 作詞                | 作曲                | 歌手                         | 代表支部 | 世界歌謡祭の結果 |
| ---------- | ---------------------- | ------------------- | ------------------- | ---------------------------- | -------- | ---------------- |
| グランプリ | 鐘                     | 西田恭平            | 西田恭平            | ホワイトハウスII（セカンド） | 九州     | 第7回・入賞      |
| 優秀曲賞   | 朝が来ないうちに       | 内田泰信            | 内田泰信            | キング・コング・パラダイス   | 東京     |                  |
| 優秀曲賞   | 流れ星                 | 中川由乃・ 金沢春秀 | 中川由乃・ 金沢春秀 | 中川由乃                     | 横浜     | 第7回・予選出場  |
| 優秀曲賞   | ねえ ピーター          | 木村恭子            | 木村恭子            | 亜雲土                       | 大阪     | 第7回・予選出場  |
| 優秀曲賞   | 恋人が欲しくて         | 木原敏夫            | 木原敏夫            | Cha Cha II（セカンド）       | 横浜     | 第7回・予選出場  |
| 入賞       | 沈丁花                 | ひのひろゆき        | なかじまかおる      | 安部勝巳とダニエル           | 広島     |                  |
| 入賞       | 伝言（ことづて）       | 奥山直美            | 奥山直美            | 奥山直美                     | 名古屋   |                  |
| 入賞       | 悲雪（ひせつ）         | 甲斐完治            | 甲斐完治            | 甲斐完治と季節風             | 大阪     |                  |
| 入賞       | 心帰郷（しんききょう） | 町口猛              | 町口猛              | 雪の華                       | 四国     |                  |
| 入賞       | 時は流れて             | 竹下俊子            | 竹下俊子            | 竹下俊子                     | 浜松     |                  |
| 入賞       | 私が愛した男（ひと）   | 水田真理            | 水田真理            | 水田真理                     | 仙台     |                  |
| 川上賞     | ブルドッグ・ハイウェイ | 四家真由美          | 四家真由美          | ラブ・サステイン             | 仙台     |                  |

#### その他の出場歌手
（代表支部：歌手名）
- 北海道：渡辺隆則、安全地帯、高崎幹子
- 仙台：照井靖、高橋剛と弁慶&牛若丸
- 千葉：石井恵
- 東京：コロボックル、倉田良江、斉藤正明
- 横浜：八木原規江
- 北陸：井高己生子、風ぐるま
- 浜松：川西乃里子、小林雄治
- 名古屋：メモリィー、福島恭子
- 関西：鵺（ぬえ）
- 大阪：シャトレ
- 神戸：里且幸
- 広島：渡辺真知子、丸岡泉穂
- 九州：長渕剛

### 第13回ポピュラーソングコンテストつま恋本選会
- 1977年5月8日 つま恋エキシビションホール
- 指揮：山室紘一
- 演奏：ヤマハ・ポツプス・オーケストラ
- ゲスト：谷山浩子・根田成一・佐々木幸男

| 賞         | 曲名                            | 作詞                | 作曲       | 歌手                                | 代表支部 | 世界歌謡祭の結果                      |
| ---------- | ------------------------------- | ------------------- | ---------- | ----------------------------------- | -------- | ------------------------------------- |
| グランプリ | さよならの言葉                  | 小野香代子          | 小野香代子 | 小野香代子                          | 東京     | 第8回・入賞                           |
| 優秀曲賞   | 蒼い炎                          | 大林陽子            | 大林陽子   | ピクルス                            | 浜松     |                                       |
| 優秀曲賞   | スター                          | 五代文悟            | 五代文悟   | 木村恭子                            | 神戸     | 第8回・歌唱賞                         |
| 優秀曲賞   | Shall We Dance?                 | 阿部真也            | 阿部真也   | アイスクリーム・ファンタジー        | 大阪     | 第8回・本選出場                       |
| 優秀曲賞   | BROTHER ON A WATER              | 益村周郎            | 益村周郎   | 心斎橋ラッシュとS・B・C親不孝バンド | 大阪     | 心斎橋ラッシュとして、第8回・予選出場 |
| 入賞       | 夢の旅                          | 児島由美            | 児島由美   | 児島由美                            | 東京     |                                       |
| 入賞       | 愛のぬくもり                    | 福田真奈美          | 福田真奈美 | 福田真奈美                          | 名古屋   |                                       |
| 入賞       | あの頃                          | 大笹賀世子          | 花田加代子 | シャトレII（セカンド）              | 大阪     |                                       |
| 入賞       | おじいさんの青春                | 中村伊都子          | 中村伊都子 | こっとん                            | 広島     |                                       |
| 入賞       | 秘想（ためらい） ～枯葉の訪れ～ | 小田切孝人・ 高橋正 | 高橋正     | 津雲優                              | 仙台     |                                       |
| 入賞       | アンティック・ドール            | 佐橋孟治            | 佐橋孟治   | アグアグ                            | 名古屋   |                                       |
| 入賞       | もし私が鳥になれたら            | 松野美佐保          | 松野美佐保 | 松野美佐保                          | 千葉     |                                       |
| 入賞       | 南の島は今日もいい天気          | 原田良樹            | 原田良樹   | 原田良樹とサクセス                  | 大阪     |                                       |
| 入賞       | 恋の傷あと縫いさんへ            | 内藤早苗            | 内藤早苗   | シンクタンク                        | 四国     |                                       |
| 入賞       | アイリン                        | 山田文子            | 山田文子   | 山田文子                            | 関西     |                                       |

#### その他の出場歌手
（代表支部：歌手名）
- 北海道：ジヤム、マイ
- 仙台：サトリ
- 東京：海賊トマト
- 横浜：コリントゲーム、中川由乃
- 北陸：井高己生子
- 浜松：荒井政信、オレンジエイド、雨森小百合
- 名古屋：黄表紙、加藤民治とサーパイパル
- 大阪：ハッピーカンパニー
- 広島：しゃぼん玉
- 四国：児雷也
- 九州：安松幸子&ACCバンド、金尾芳郎

### 第14回ポピュラーソングコンテストつま恋本選会
- 1977年10月2日 つま恋エキシビションホール
- 演奏：ヤマハ・ポップス・オーケストラ
- ゲスト：ピクルス

| 賞         | 曲名                             | 作詞                | 作曲           | 歌手                         | 代表支部 | 世界歌謡祭の結果  |
| ---------- | -------------------------------- | ------------------- | -------------- | ---------------------------- | -------- | ----------------- |
| グランプリ | あんたのバラード                 | 世良公則            | 世良公則       | 世良公則&ツイスト            | 大阪     | 第8回・グランプリ |
| 優秀曲賞   | もしもしレモン色した髪のお嬢さん | 広山敬子            | 広山敬子       | 広山敬子                     | 神戸     | 第8回・予選出場   |
| 優秀曲賞   | 自由になりたいために             | 下村明彦            | 下村明彦       | 下村明彦                     | 神戸     | 第8回・入賞       |
| 優秀曲賞   | 踊り子                           | 小林契              | 小林契         | 小林契                       | 仙台     | 第8回・予選出場   |
| 入賞       | 夕暮れ                           | 上田真              | 上田真         | 上田真                       | 名古屋   |                   |
| 入賞       | じゃあね またね 元気でね         | 菊地健司            | 菊地健司       | セカンド                     | 北海道   |                   |
| 入賞       | もう一度                         | 岩井啓ニ            | 岩井啓ニ       | 岩井啓二                     | 九州     |                   |
| 入賞       | 二人の夜明け                     | 相馬里吏            | 相馬里吏       | サトリ                       | 仙台     |                   |
| 入賞       | グッドバイ                       | 福島邦子            | 福島邦子       | スパイラル ステップス        | 浜松     |                   |
| 入賞       | ニュースペーパーズ               | スー・ハインズ      | スー・ハインズ | スー・ハインズ               | 千葉     |                   |
| 入賞       | あなたはエンジェル               | 服部雄介・ 上田梨詠 | 上田梨詠       | 藤根淳子とハッピー・リップス | 名古屋   |                   |
| 川上賞     | ホワイトナイト                   | 井坪晶子            | 井坪晶子       | 本間由里                     | 北海道   |                   |
| 川上賞     | 別れのメッセージ                 | 友井久美子          | 友井久美子     | 友井久美子                   | 大阪     |                   |

#### その他の出場歌手
（代表支部：歌手名）
- 東北：波辺博也 BANRYUJI
- 仙台：オレンジ
- 関東：万華鏡、想夫恋
- 千葉：米良札子
- 東京：久良美智子と茶々丸ダンシングチーム、安部恭弘
- 横浜：すけっちBook
- 北陸：木戸まり子&サブマスター
- 浜松：佐野公美、藤井宮子、島日 須可子
- 名古屋：プロトン
- 大阪：田島裕子
- 広島：永井智子、山根美知子
- 四国：雪の華
- 九州：勝木ゆかリ、田渕寿美子

### 第15回ポピュラーソングコンテストつま恋本選会
- 1978年5月7日 つま恋エキシビションホール
- 演奏：ヤマハ・ポツプス・オーケストラ
- ゲスト：世良公則&ツイスト

| 賞         | 曲名                                   | 作詞       | 作曲       | 歌手                           | 代表支部   | 世界歌謡祭の結果 |
| ---------- | -------------------------------------- | ---------- | ---------- | ------------------------------ | ---------- | ---------------- |
| グランプリ | 10月の汐吹は寒かった                   | 浦島浩司   | 浦島浩司   | U．U．（ユーユー）             | 浜松       | 第9回・予選出場  |
| 優秀曲賞   | さよならのひとこま                     | 小林雄二   | 山梨鐐平   | 小林雄二                       | 浜松       |                  |
| 優秀曲賞   | 酒場のギター弾き                       | 山川義幸   | 山川義幸   | 山川義幸                       | 広島       | 第9回・本選出場  |
| 優秀曲賞   | 離別学（わかれがく）                   | 古本鉄也   | 古本鉄也   | リナタス                       | 関東甲信越 | 第9回・予選出場  |
| 優秀曲賞   | Do What You Like (勝手にしなよ)        | 佐野元春   | 佐野元春   | 佐野元春                       | 関東甲信越 |                  |
| 入賞       | 目を閉じて                             | 柴野繁幸   | 柴野繁幸   | ロブバード                     | 関東甲信越 |                  |
| 入賞       | 巡恋歌                                 | 長渕剛     | 長渕剛     | 長渕剛とソルティー・ドッグ     | 九州       |                  |
| 入賞       | Singer                                 | 安岡孝章   | 安岡孝章   | 安岡孝章                       | 関西       |                  |
| 入賞       | 化石                                   | 阿里そのみ | 永田隆志   | 川崎宣浩とたっちゃんブラザーズ | 浜松       |                  |
| 入賞       | 白いページの中に                       | 柴田まゆみ | 柴田まゆみ | 柴田まゆみ                     | 関西       |                  |
| 入賞       | サザン・クロス                         | 高橋イタル | 高橋イタル | ドミノ                         | 関西       |                  |
| 入賞       | サンセット・ストリート                 | 吉田一晴   | 吉田一晴   | よい子バンド                   | 北海道     |                  |
| 川上賞     | 大好きなあなた…Mr.Ru（ミスター・ルゥ） | 仲谷尚美   | 大林陽子   | 神門千鶴                       |            |                  |
| 川上賞     | プラスティック・カウボーイ             | 丸岡清貴   | 丸岡清貴   | 佐藤仁子とロンサムスージー     |            |                  |

#### その他の出場歌手
- THE M0DS、M・M、柴田容子とセンチメンタル シティ ロマンス、下成佐登子、野本直美、わたぼうし、友井久美子、香川喜章、こっとん、トランシエンス、バーボンストリートパント、田中真美、びりんきいる&日本、岩井啓二、	井上元子、石井恵、クレスト・フォ一・シンガーズ、ぷるぷる

### 第16回ポピュラーソングコンテストつま恋本選会
- 1978年10月1日 つま恋エキシビションホール
- 指揮：山室紘一
- 演奏：ヤマハ・ポツプス・オーケストラ
- ゲスト：八神純子

| 賞         | 曲名                             | 作詞                          | 作曲                          | 歌手             | 代表支部     | 世界歌謡祭の結果                  |
| ---------- | -------------------------------- | ----------------------------- | ----------------------------- | ---------------- | ------------ | --------------------------------- |
| グランプリ | 夢想花                           | 円広志                        | 円広志                        | 円広志           | 関西四国     | 第9回・グランプリ                 |
| 優秀曲賞   | 私の声が聞こえたら               | 綾乃里子・ 大田川恭子         | 大田川恭子                    | モンローズ       | 九州         |                                   |
| 優秀曲賞   | どしゃぶり ずぶぬれ しどろもどろ | 大谷有史                      | 高橋明生                      | ホンキートンク   | 関東・甲信越 | 斉藤久美子として、第9回・予選出場 |
| 優秀曲賞   | 黒い鷲とカンテレ                 | 上山勝己                      | 上山勝己                      | 季節風           | 北海道       | 第9回・入賞                       |
| 優秀曲賞   | 傷心                             | 大友裕子                      | 大友裕子                      | 大友裕子         | 東北         | 第9回・最優秀歌唱賞、入賞         |
| 入賞       | ふりむけばそこに                 | 中川淳子                      | 中川淳子                      | 中川淳子         | 中部         |                                   |
| 入賞       | くれないでえと                   | 雲井昭二                      | 西谷喜久                      | さのくみ         | 中部         |                                   |
| 入賞       | 明日への旅立ち                   | 塁丘愛令 （たかおかやすはる） | 塁丘愛令 （たかおかやすはる） | クリスタルキング | 九州         |                                   |
| 入賞       | My Dream                         | 新山明美                      | 飯塚由美・ 新山明美           | ユミ&アケミ      | 東北         |                                   |
| 入賞       | 時が過ぎるように                 | 勝木ゆかり                    | 勝木ゆかり                    | 勝木ゆかり       | 九州         |                                   |
| 入賞       | 流恋情歌 （るれんじょうか）      | 飛鳥涼                        | 飛鳥涼                        | チャゲ&飛鳥      | 九州         |                                   |
| 川上賞     | 女性大革命                       | 三木夏子                      | 尾崎秀明                      | 三木陽子         | 関東・甲信越 |                                   |

#### その他の出場歌手
- コスモス、林友子とじゃのめ傘、平田実、ファンシーハウス、サザンクロス、弁慶と牛若丸、佐藤仁子とロンサムスージー、パオ・ファミリー、Sun Shine、松永千鶴、猫娘、貘、風刺人、石川優子

### 第17回ポピュラーソングコンテストつま恋本選会
- 1979年5月6日 つま恋エキシビションホール
- 指揮：山室 紘一
- 演奏：ヤマハ・ポツプス・オーケストラ
- ゲスト：円広志

| 賞           | 曲名                   | 作詞                  | 作曲       | 歌手                                                                  | 代表支部 | 世界歌謡祭の結果 |
| ------------ | ---------------------- | --------------------- | ---------- | --------------------------------------------------------------------- | -------- | ---------------- |
| グランプリ   | 流浪（さまよい）       | 小柳孝人              | 小柳孝人   | 小柳孝人&Box Office Band                                              | 関東     | 第10回・川上賞   |
| グランプリ   | I'll Wait For You      | Lisa Lee              | Lisa Lee   | Lisa Lee （リーサ・リー）                                             | 名古屋   | 第10回・入賞     |
| 優秀曲賞     | あなたは海             | 市橋千寿子            | 市橋千寿子 | 市橋千寿子                                                            | 名古屋   |                  |
| 優秀曲賞     | 時流                   | 鈴木一平              | 鈴木一平   | 鈴木一平                                                              | 北海道   | 第10回・予選出場 |
| 入賞         | フィーリング・ガール   | 秋吉和子              | ジミー渡辺 | クイーン&マジソン ・スクエア・ガーデン・ スポーツマンズ・クラブバンド | 関東     |                  |
| 入賞         | りんごの木にかくれんぼ | C.W.Nicol             | 大蔵真弥   | ニックとともだち                                                      | 関東     |                  |
| 入賞         | 風のように光のように   | 沼倉オサム            | 沼倉オサム | シャインズ                                                            | 仙台     |                  |
| 入賞         | 根なし草               | 中川淳子              | 中川淳子   | 中川淳子                                                              | 名古屋   |                  |
| 入賞         | ひとり咲き             | 飛鳥涼                | 飛鳥涼     | チャゲ&飛鳥                                                           | 九州     |                  |
| 入賞         | リベルテ               | 服部裕見子・ 松永千鶴 | 松永千鶴   | 松永千鶴                                                              | 浜松     |                  |
| 入賞         | ヘイ・ジョニー         | 中野安兵衛            | 中野安兵衛 | 安兵衛と中野バンド                                                    | 関東     |                  |
| 審査員特別賞 | 雨のドライブ           | 高原泰史              | 高原泰史   | 高原泰吏とスローダンサー                                              | 浜松     |                  |
| 審査員特別賞 | Baby By By             | 北尾由紀子            | 北尾由紀子 | アーニーボール                                                        | 関西     |                  |

#### その他の出場歌手
- セイントスペシャル、ピーターパン、BLUE-J、新倉よしみ、バッド55、多田典代、まんぺーちゃんバンド、近藤悟、トゥインクル、チェストフィーバー、中村伊都子、西田恭平とクリスタル、石野美都留

### 第18回ポピュラーソングコンテストつま恋本選会
- 1979年10月7日 つま恋エキシビションホール
- 指揮：山室紘一
- 演奏：ヤマハ・ポツプス・オーケストラ
- ゲスト：大友裕子

| 賞         | 曲名                                 | 作詞                             | 作曲                             | 歌手                             | 代表支部 | 世界歌謡祭の結果           |
| ---------- | ------------------------------------ | -------------------------------- | -------------------------------- | -------------------------------- | -------- | -------------------------- |
| グランプリ | 大都会                               | 田中昌之・ 山下三智夫            | 山下三智夫                       | クリスタルキング                 | 九州     | 第10回・グランプリ、歌唱賞 |
| 優秀曲賞   | イン・マイ・カリプソ・ドゥリーミング | 五十嵐洋                         | 五十嵐洋                         | カリビアン・レヴュー             | 名古屋   | 第10回・予選出場           |
| 優秀曲賞   | 酒もってこい                         | 芝田洋一                         | 芝田洋一                         | 芝田洋一                         | 仙台     | 第10回・予選出場           |
| 優秀曲賞   | 哀歌                                 | 金子裕則                         | 金子裕則                         | 金子裕則                         | 九州     | 第10回・入賞               |
| 優秀曲賞   | オラが鎮守の村祭り                   | 根本要                           | 根本要                           | ジプシーとアレレのレ             | 関東     |                            |
| 入賞       | そよ風の妖精                         | 後藤美喜子                       | 後藤美喜子                       | トゥインクル                     | 仙台     |                            |
| 入賞       | 倖せへの道                           | 小山実                           | 小山実                           | 小山実                           | 関西     |                            |
| 入賞       | 難破船                               | 中川淳子                         | 中川淳子                         | 中川淳子                         | 名古屋   |                            |
| 入賞       | ポパイズ・ブギ                       | オールマイティー・ブルースバンド | オールマイティー・ブルースバンド | オールマイティー・ブルースバンド | 九州     |                            |
| 入賞       | 時のいたずら                         | 乾隆満                           | 乾隆満                           | 福沢恵子                         | 広島     |                            |
| 入賞       | 夢民（むうみん）                     | 松永千鶴                         | 松永千鶴                         | 松永千鶴                         | 浜松     |                            |
| 川上賞     | 時のいたずら                         | 乾隆満                           | 乾隆満                           | 福沢恵子                         | 広島     |                            |
| 川上賞     | 嵐                                   | うのゆりこ                       | うのゆりこ                       | 大谷絹子                         | 名古屋   |                            |

#### その他の出場歌手
- きゅうてぃぱんちょす、キャプテン・ハーロック、マーシャ、黒田さち子、酒乱童子、野本直美、出井（いでい）省三、風雅（ふうが）、Jamaica、恐怖の禅、菊地哲史、オリーブ、中野玲子、ミッドナイト・ブルー

### 第19回ポピュラーソングコンテストつま恋本選会
- 1980年5月11日 つま恋エキシビションホール
- 指揮：田中克彦
- 演奏：ヤマハ・ポツプス・オーケストラ
- ゲスト：クリスタルキング

| 賞         | 曲名                 | 作詞       | 作曲     | 歌手                 | 代表支部 | 世界歌謡祭の結果                      |
| ---------- | -------------------- | ---------- | -------- | -------------------- | -------- | ------------------------------------- |
| グランプリ | 街が泣いてた         | 伊丹哲也   | 伊丹哲也 | Side by Side         | 関西     | 第11回・グランプリ                    |
| 優秀曲賞   | ピアノのおけいこ     | 中越和明   | 中越和明 | KAZU4 Rockers        | 広島     | KAZ&5 Rockersとして、第11回・予選出場 |
| 優秀曲賞   | マリン・Blue・スカイ | 小野賀曜子 | 立花紀彦 | Kaja（カヤ）         | 九州     | 第11回・本選出場                      |
| 優秀曲賞   | 愛はかげろう         | 三浦和人   | 三浦和人 | 雅夢（がむ）         | 名古屋   |                                       |
| 入賞       | 北の大地から         | 菊地哲史   | 菊地哲史 | 菊地哲史             | 仙台     |                                       |
| 入賞       | GOSPELの夜           | 杉山清貴   | 杉山清貴 | きゅうていぱんちょす | 関東     |                                       |
| 入賞       | トワイライト         | 野中メイ   | 相曽晴日 | 相曽晴日             | 浜松     |                                       |
| 入賞       | ヨイショ！           | 勝山宗一   | 町田憲治 | 明日変゜（あすぺん） | 関東     |                                       |
| 入賞       | 恋は気まぐれ         | 横尾重徳   | 横尾重徳 | 恐怖の禅             | 名古屋   |                                       |
| 入賞       | 愛よ舞い上がれ       | 浜本総     | 木村利治 | 酒洛（しゃらく）     | 広島     |                                       |
| 入賞       | 死んだ愛のために     | 西浦誠司   | 西浦誠司 | セシル               | 関西     |                                       |
| 川上賞     | お酒                 | 土肥宏充   | 土肥宏充 | 舞                   | 北海道   |                                       |

#### その他の出場歌手
- 小東千鶴、後藤ブラザーズ、倉本ひとみ、大南 秀子（しゅうこ）、タングラム、チャウチャウ、城山清一、トライアルスポット、地獄めぐり、内藤真由美、渡辺幸子、渡辺洋美、HOT LINE、安田 慧子（えいこ）、クロス・ワード

### 第20回ポピュラーソングコンテストつま恋本選会
- 1980年10月5日 つま恋エキシビションホール
- 演奏：ヤマハ・ポツプス・オーケストラ
- ゲスト：チャゲ&飛鳥

| 賞           | 曲名                           | 作詞                           | 作曲                           | 歌手                           | 代表支部 | 世界歌謡祭の結果           |
| ------------ | ------------------------------ | ------------------------------ | ------------------------------ | ------------------------------ | -------- | -------------------------- |
| グランプリ   | 愛を心に                       | エディ山本                     | エディ山本                     | エディ山本                     | 関西     | 第11回・最優秀歌唱賞、入賞 |
| 優秀曲賞     | My Yesterday                   | 吉田我鳥                       | 酒井勝章                       | MAHOY（マホイ）                | 広島     | 第11回・予選出場           |
| 優秀曲賞     | 恋するロリータ                 | 小島恵理                       | 小島恵理                       | トライアル・スポット           | 関東     | 第11回・予選出場           |
| 優秀曲賞     | 孤独のメッセージ               | 葛西隆能                       | 敦賀浩隆                       | キャデラックスリム             | 北海道   | 第11回・本選出場           |
| 優秀曲賞     | Here,don't cry                 | 井伊英理                       | 藤田伸彦                       | Shore Break                    | 名古屋   |                            |
| 入賞         | 今夜もきめよう                 | 小川みどり                     | 石井彰                         | ぴかぴか                       | 関東     |                            |
| 入賞         | きらめく夏の君へ               | 上田敏男                       | 佐藤良博                       | ジェントル・ハート             | 北海道   |                            |
| 入賞         | Shy ナ Boy                     | 一木弘行                       | 一木弘行                       | ラズベリー・スロープ           | 九州     |                            |
| 入賞         | I'm not the スーパーマン       | 加藤修                         | 加藤修                         | じぇいるはうす                 | 名古屋   |                            |
| 入賞         | コーヒーハウスにて             | 大竹敏雄                       | 相曽晴日                       | 相曽晴日                       | 浜松     |                            |
| 審査員特別賞 | 交通安全                       | 奥田純子                       | 奥田純子                       | 若草児童会                     | 仙台     |                            |
| 審査員特別賞 | ホンキートンクウーマンブルース | オールマイティーブルースバンド | オールマイティーブルースバンド | オールマイティーブルースバンド | 九州     |                            |
| 審査員特別賞 | Sexy Boy                       | 石谷新子 （いしやしんこ）      | 石谷新子 （いしやしんこ）      | ミニスター                     | 北海道   |                            |
| 審査員特別賞 | 大阪 Country                   | 須田彰                         | 須田彰                         | 須田あきらとMAXI MIX           | 関西     |                            |

#### その他の出場歌手
（代表支部：歌手名）
- 仙台：菅原榮作、TAMA 蕺（どくだみ）BAND、
- 関東：きゅうていぱんちょす、ブローイング、
- 浜松：五圓、
- 名古屋：MORE、マイクロ・パワー、
- 関西：東鈴栄とスーパーキーボードセッション、セシル、
- 広島：板木真実、
- 九州：追立章子

### 第21回ポピュラーソングコンテストつま恋本選会
- 1981年5月10日 つま恋エキシビションホール
- 演奏：ヤマハ・ポツプス・オーケストラ
- ゲスト：伊丹哲也&Side By Side

| 賞         | 曲名                 | 作詞             | 作曲             | 歌手         | 代表支部 | 世界歌謡祭の結果 |
| ---------- | -------------------- | ---------------- | ---------------- | ------------ | -------- | ---------------- |
| グランプリ | サヨナラ模様         | 伊藤敏博         | 伊藤敏博         | 伊藤敏博     | 中部     |                  |
| 優秀曲賞   | 追想                 | 城山清一         | 城山清一         | セシル       | 関西     |                  |
| 優秀曲賞   | 今ブルースが聞こえる | 野瀬咲子         | 野瀬咲子         | マタハリ     | 関東     | 第12回・予選出場 |
| 優秀曲賞   | School Boy           | 結城悟           | 結城悟           | 第弐特殊部隊 | 北海道   |                  |
| 優秀曲賞   | お父                 | 村上くに         | 三ツ谷正和       | SKY          | 東北     |                  |
| 入賞       | つかれるのはイヤ!    | CZAR（シーザー） | CZAR（シーザー） | CP-O2        | 関東     |                  |
| 入賞       | Down Town            | 玉山秀之         | 玉山秀之         | 玉山秀之     | 東北     |                  |
| 入賞       | あきら               | 藤田久美子       | 藤田久美子       | 藤田久美子   | 関西     |                  |
| 入賞       | 通り過ぎればいいのに | 川平真二         | 平山崇夫         | みでぃあむ   | 中国     |                  |

#### その他の出場歌手
（代表支部：歌手名）
- 北海道：倉本ひとみ
- 東北：毘沙門天
- 関東：Sexy Money、TEAM
- 中部：明日香、山下弥生とHalf&Half
- 東海：松江川哲宏、林信之
- 関西：近藤悟、酔麻痴草（よいまちぐさ）、坪倉唯子、広山敬子
- 中国：I・M・Y（アイミー）
- 九州：堤比呂志、平田純香、GAMBA、ラズベリー・スロープ

### 第22回ポピュラーソングコンテストつま恋本選会
- 1981年10月4日 つま恋エキシビションホール
- 演奏：ヤマハ・ポツプス・オーケストラ
- ゲスト：雅夢

| 賞           | 曲名                                   | 作詞                    | 作曲                    | 歌手                 | 代表支部 | 世界歌謡祭の結果   |
| ------------ | -------------------------------------- | ----------------------- | ----------------------- | -------------------- | -------- | ------------------ |
| グランプリ   | 完全無欠のロックンローラー             | 高原茂仁                | 高原茂仁                | アラジン             | 中部     | 第12回・グランプリ |
| 優秀曲賞     | 舞                                     | 相曽晴日                | 相曽晴日                | 相曽晴日             | 東海     |                    |
| 優秀曲賞     | Amour（アムール）                      | 名輪朱美 （なわあけみ） | 名輪朱美 （なわあけみ） | MORE                 | 関西     |                    |
| 優秀曲賞     | 愛（かな）しい“Say,I love you forever” | 古川明彦                | 古川明彦                | SPUNKY（スパンキー） | 東北     | 第12回・入賞       |
| 優秀曲賞     | 哀しみはイエスタディ                   | 古賀孝                  | 古賀孝                  | 古賀孝               | 関東     | 第12回・本選出場   |
| 入賞         | 海からの風                             | 谷口恵理                | 伊藤政人                | フロッケン           | 北海道   |                    |
| 入賞         | マイホームタウン                       | 石坂健一郎              | 山田 晃大 （あきひろ）  | サウスウェル         | 関東     |                    |
| 入賞         | さらばAmore Mio （アモーレ・ミヨ）     | 近藤由紀夫              | 近藤由紀夫              | 山下弥生             | 中部     |                    |
| 入賞         | 埃（ほこり）にまみれて                 | 永田隆志                | 永田隆志                | Ass（アス）          | 東海     |                    |
| 入賞         | 想い                                   | 藤田久美子              | 藤田久美子              | 藤田久美子           | 関西     |                    |
| 入賞         | リメンバーア・ゲ・イ・ン               | 平川佐由子              | 平川和之                | チャウチャウ         | 東海     |                    |
| 入賞         | Easy Going                             | 坪倉唯子                | 坪倉唯子                | 坪倉唯子             | 関西     |                    |
| 川上賞       | 好きよあなた                           | 及川ちさ                | 及川ちさ                | 及川ちさ             | 北海道   |                    |
| 審査員特別賞 | 野球の好きなカリントちゃん             | 関 薫（かおり）         | 桜井英哉                | ダンボ               | 中部     |                    |

#### その他の出場歌手
（代表支部：歌手名）
- 東北：秋元薫、ハイ・ストーン、
- 関東：Shambhala（シャンバラ）、ファーストステップ、
- 中部：Shore Break、Magic Maker
- 関西：Mighty Mouse、
- 中国：辻本裕幸
- 九州：西岡司、村上啓介&ネットワーク、South-Slickers、

### 第23回ポピュラーソングコンテストつま恋本選会
- 1982年5月16日 つま恋エキシビションホール
- 指揮：藤尾正重
- 演奏：ヤマハ・ポツプス・オーケストラ
- ゲスト：伊藤敏博

| 賞         | 曲名                          | 作詞                         | 作曲                         | 歌手                                                                       | 代表支部 | 世界歌謡祭の結果   |
| ---------- | ----------------------------- | ---------------------------- | ---------------------------- | -------------------------------------------------------------------------- | -------- | ------------------ |
| グランプリ | 待つわ                        | 岡村孝子                     | 岡村孝子                     | あみん                                                                     | 中部     |                    |
| 優秀曲賞   | Bye Bye 大阪                  | 永岡真                       | 永岡真                       | パパス＆トマト                                                             | 中部     |                    |
| 優秀曲賞   | I'm singing the blues for you | Steve Wood & Jack D.Cook Jr. | Steve Wood & Jack D.Cook Jr. | Carlors Torres &The Sweet Dreams （カルロス・トーレス&スィートドリームス） | 東北     |                    |
| 優秀曲賞   | SEA（うみ）                   | 今田恭子                     | 今田恭子                     | まりおん                                                                   | 北海道   |                    |
| 優秀曲賞   | 花ぬすびと                    | 紫苑（しおん）               | 菅美奈子                     | 明日香                                                                     | 中部     | 第13回・グランプリ |
| 入賞       | アゲイン                      | 相馬孝裕                     | 相馬孝裕                     | プリティーパンパース                                                       | 関東     |                    |
| 入賞       | 星空のティータイム            | 須田まどか・ 田辺泰治        | 田辺泰治                     | Twilight Zone （トワイライトゾーン）                                       | 関東     |                    |
| 入賞       | クロージングタイム            | 小林良広                     | 彩                           | 彩                                                                         | 関東     |                    |
| 入賞       | 未来へファンタスティック      | 中村真奈美                   | 中村真奈美                   | SWING（スィング）                                                          | 中国     |                    |
| 入賞       | 枕詞（まくらことば）          | 藤田久美子                   | 藤田久美子                   | 藤田久美子                                                                 | 関西     |                    |
| 入賞       | 死化粧                        | 川口雅子                     | 川口雅子                     | 川口雅子                                                                   | 関西     |                    |
| 入賞       | 思い出はプロローグ            | 平川佐由子                   | 平川和之                     | チャウチャウ                                                               | 東海     |                    |
| 川上賞     | 未来へファンタスティック      | 中村真奈美                   | 中村真奈美                   | SWING                                                                      | 中国     |                    |
| 川上賞     | I'm singing the blues for you | Steve Wood & Jack D.Cook Jr. | Steve Wood & Jack D.Cook Jr. | Carlors Torres & The Sweet Dreams                                          | 東北     |                    |

#### その他の出場歌手
（代表支部：歌手名）
- 北海道：ぐぅー・ちょき・ぱぁー
- 東北：Junk（ジャンク）
- 関東：田々夢詩（でんでんむし）、小林誠
- 中部：STASIONS
- 東海：松江川 哲宏（あきひろ）
- 関西：坂本忬[注 30]誌子、Funny I do I Show
- 中国：原千佳子&ライスボール
- 九州：フラッシュ・バック、おっしょい

### 第24回ポピュラーソングコンテストつま恋本選会
- 1982年10月3日 つま恋エキシビションホール
- 指揮：大友直人
- 演奏：ヤマハ・ポツプス・オーケストラ
- ゲスト：N.S.P

| 賞         | 曲名                                        | 作詞         | 作曲         | 歌手                    | 代表支部 | 世界歌謡祭の結果 |
| ---------- | ------------------------------------------- | ------------ | ------------ | ----------------------- | -------- | ---------------- |
| グランプリ | 哀ダンサー                                  | 大城光恵     | 大城光恵     | 本田美緒                | 九州     | 第13回・入賞     |
| 優秀曲賞   | 私のいちばんきらいなタイプ                  | 梶川まゆみ   | 梶川まゆみ   | 三日坊主                | 北海道   |                  |
| 優秀曲賞   | くちびるでburning love （バーニング・ラブ） | 竹腰常治     | 竹腰常治     | Apricot（アプリコット） | 中部     |                  |
| 優秀曲賞   | ト・キ・メ・キSUNSET                        | 佐藤弥生     | 佐藤弥生     | 佐藤弥生                | 関東     | 第13回・予選出場 |
| 優秀曲賞   | 縁の下の唄うたい                            | 殿岡隆       | 殿岡隆       | 殿岡隆&チャンネル2      | 関東     | 第13回・予選出場 |
| 優秀曲賞   | 春になれば                                  | 岩切みきよし | 岩切みきよし | 岩切みきよし            | 九州     | 第13回・入賞     |
| 入賞       | 晴れの日が恋しい                            | 古川みずえ   | 古川みずえ   | 野口加代子              | 九州     |                  |
| 入賞       | 愛しのKIOSK（キヨスク）ガール               | 鈴木雄司     | 鈴木雄司     | ザ・シャーベッツ        | 関東     |                  |
| 入賞       | 暮秋                                        | 堤 比呂志    | 堤 比呂志    | 堤 比呂志               | 九州     |                  |
| 入賞       | Made in U.S.A.                              | Woo          | Woo          | Woo（ウー）             | 関西     |                  |
| 入賞       | いつも片想い                                | 藤川桂子     | 藤川桂子     | 小林千絵                | 関西     |                  |
| 入賞       | ドキドキTalking（トーキング）               | 小森田実     | 小森田実     | 小森田実&ALPHA          | 九州     |                  |
| 川上賞     | あなたの空になりたい                        | 石正恵       | 石正恵       | 飛行船                  | 中部     |                  |
| 川上賞     | たわむれの恋のままに                        | 豊広純子     | 白石公彦     | 豊広純子                | 関東     | 第13回・本選出場 |

#### その他の出場歌手
（代表支部：歌手名）
- 北海道：クリシェ、青木秀一&Night Hawks
- 東北：Hi-high、菊地祥子
- 関東：プリティー・パンパース
- 中部：ITARI-YA（イタリヤ）
- 東海：望月誠、山本しのぶ
- 関西：兼元一夫、大河内保子
- 中国：家入精次

### 第25回ポピュラーソングコンテストつま恋本選会
- 1983年5月15日 つま恋エキシビションホール
- 指揮：大友直人
- 演奏：ヤマハ・ポツプス・オーケストラ
- ゲスト：石川優子

| 賞         | 曲名                                       | 作詞                  | 作曲               | 歌手                                  | 代表支部 | 世界歌謡祭の結果   |
| ---------- | ------------------------------------------ | --------------------- | ------------------ | ------------------------------------- | -------- | ------------------ |
| グランプリ | 冬の華                                     | 壁澤磨香（まこう）    | 壁澤磨香（まこう） | 磨香                                  | 中部     | 第14回・グランプリ |
| グランプリ | フォリナー                                 | 小森田実              | 小森田実           | 小森田実&ALPHA                        | 九州     |                    |
| 優秀曲賞   | 童未望（ドミノ）                           | 鳥山あかね            | 鳥山あかね         | 鳥山あかね                            | 関東     |                    |
| 優秀曲賞   | 花嫁                                       | アベサチコ            | アベサチコ         | アベサチコ                            | 東北     |                    |
| 優秀曲賞   | 遠すぎたアメリカ                           | 佐藤良平              | 佐藤良平           | 佐藤良平                              | 関西     |                    |
| 優秀曲賞   | 航海詩 −夢追人のレクイエム−                | 寺田裕子・ 松江川哲宏 | 松江川哲宏         | 松江川哲宏                            | 東海     |                    |
| 入賞       | ミモザの風にゆれて                         | 丸山あゆみ            | 丸山あゆみ         | Cancer（キャンサー）                  | 中国     |                    |
| 入賞       | アザミのマスター                           | 小林薫・遠藤週作      | 遠藤週作           | ペパーミント                          | 関東     |                    |
| 入賞       | ダブル・キャスティング・ゲーム（二役芝居） | 未夢（みむ）          | 黒瀬智宏           | 黒瀬智弘&STASIONS（ステーションズ）   | 中部     | 第14回・本選出場   |
| 入賞       | 時の中を                                   | 坂上詩                | 坂上詩             | 坂上詩                                | 東北     |                    |
| 入賞       | 酒                                         | 岡本明浩              | 岡本明浩           | OKAPON                                | 関西     |                    |
| 入賞       | 1991（ナインティーンナインティワン）       | 飯野茂一              | 飯野茂一           | PLANET CYCLE!（プラネット・サイクル） | 関東     | 第14回・本選出場   |

#### その他の出場歌手
（代表支部：歌手名）
- 北海道：小泉義隆 with Wind Spin、松川夕香
- 東北：Lolly Pop
- 関東：彩
- 中部：入江規子、パステル
- 東海：藤井とみ子
- 関西：川口雅子、サイコロテルキ、サムシング、兼元一夫
- 中国：原順子
- 九州：山崎智子、大庭さつき

### 第26回ポピュラーソングコンテストつま恋本選会
- 1983年10月2日 つま恋エキシビションホール
- 指揮：飛沢宏元
- 演奏：ヤマハ・ポツプス・オーケストラ
- ゲスト：あみん

| 賞         | 曲名                                               | 作詞                  | 作曲                  | 歌手             | 代表支部 | 世界歌謡祭の結果 |
| ---------- | -------------------------------------------------- | --------------------- | --------------------- | ---------------- | -------- | ---------------- |
| グランプリ | 雨の日                                             | 辛島美登里            | 辛島美登里            | 辛島美登里       | 関西     | 第14回・本選出場 |
| 優秀曲賞   | 流漂                                               | 杉浦崇子              | 杉浦崇子              | 風雅（ふーが）   | 中部     |                  |
| 優秀曲賞   | 季節はずれのプロポーズ                             | 林 友子               | 林 友子               | 林 友子          | 九州     |                  |
| 優秀曲賞   | 鉄砲捨てて鍬をもて                                 | 岡本明浩              | 岡本明浩              | OKAPON           | 関西     |                  |
| 優秀曲賞   | 悲しみのタペストリー                               | 太田早苗              | 太田早苗              | 吉野千代乃       | 関東     |                  |
| 入賞       | Lonely girl lullaby （ロンリー・ガール・ララバイ） | 菊地祥子              | 菊地祥子              | 菊地祥子         | 東北     |                  |
| 入賞       | ピラニアの涙                                       | 鈴木雄司              | 鈴木雄司              | ザ・シャーベッツ | 関東     |                  |
| 入賞       | Oh Lady（オーレディ）                              | 四條 隆章（たかふみ） | 四條 隆章（たかふみ） | Candid           | 東海     | 第14回・本選出場 |
| 川上賞     | 季節はずれのプロポーズ                             | 林 友子               | 林 友子               | 林 友子          | 九州     |                  |

#### その他の出場歌手
（代表支部：歌手名）
- 北海道：安田慧子、西岡俊明
- 東北：安ヶ平（やすがひら）勇人&真紀、タイム・チャイルド
- 関東：First Step、Rock Band、Hodge Podge（ホッヂポッヂ）
- 中部：山城順子、宮田浩一
- 東海：青木エミコ
- 関西：榎並美穂、松本芳子、Another
- 中国：Zig Zag、Fancy-Free
- 九州：怜（れい）&螢（けい）、伊奈セクション、HATO-POP-PO

### 第27回ポピュラーソングコンテスト全国大会
- 1984年5月13日 中野サンプラザ
- 指揮：飛沢宏元
- 演奏：ヤマハ・ポツプス・オーケストラ
- ゲスト：谷山浩子

| 賞         | 曲名                                | 作詞                  | 作曲                 | 歌手                                  | 代表支部 | 世界歌謡祭の結果 |
| ---------- | ----------------------------------- | --------------------- | -------------------- | ------------------------------------- | -------- | ---------------- |
| グランプリ | 顔                                  | よしだみつぐ          | よしだみつぐ         | Concent Picks（コンセント・ピックス） | 関東     |                  |
| 優秀曲賞   | きらめきの中へ                      | 関谷真美              | 関谷真美             | 舞夢（まいむ）                        | 中部     |                  |
| 優秀曲賞   | 歌舞伎                              | 川口雅子              | 川口雅子             | 川口雅子                              | 関西     | 第15回・入賞     |
| 優秀曲賞   | スナイパー                          | 瑠依（るい）          | 瑠依（るい）         | COPPA（コッパ）                       | 東北     |                  |
| 優秀曲賞   | たわいないトワイライト              | 松崎真人              | 松崎真人             | 松崎真人                              | 北海道   | 第15回・本選出場 |
| 入賞       | Big-Wave（ビッグ・ウエーブ）        | Shota                 | Shota                | Shota（ショータ）                     | 関東     |                  |
| 入賞       | ダーリン                            | 上野房子              | 林 丘美子（くみこ）  | 上野房子                              | 関西     |                  |
| 入賞       | 哀舞（あいぶ）                      | 西尾芳彦              | 西尾芳彦             | Voice                                 | 九州     |                  |
| 入賞       | 心拡（こころひら）いても            | 青木弘幸              | 青木弘幸             | 青木弘幸                              | 東北     |                  |
| 入賞       | せつないLong Night （ロングナイト） | 山田 経子（きょうこ） | 柄崎（つかざき）英夫 | JAM（ジャム）                         | 関東     |                  |

#### その他の出場歌手
（代表支部：歌手名）
- 関東：モノクロームワールド、
- 中部：Stay、桧山陽子
- 東海：山田紀美代、青木エミコ with Olive's Step
- 関西：PASTEL BLEND、中塚 芳生（よしなり）、ALIVE
- 中国：Zig Zag、
- 九州：Studio PAPA、多川輝彦、

### 第28回ポピュラーソングコンテストつま恋本選会
- 1984年10月7日 つま恋エキシビションホール
- 演奏：サウンド・スクランブル
- ゲスト：クリスタルキング

| 賞         | 曲名                     | 作詞       | 作曲       | 歌手                            | 代表支部 | 世界歌謡祭の結果   |
| ---------- | ------------------------ | ---------- | ---------- | ------------------------------- | -------- | ------------------ |
| グランプリ | ふられ気分でRock'n' Roll | 松崎淳美   | 松崎淳美   | TOMCAT                          | 関東     | 第15回・グランプリ |
| 優秀曲賞   | きままなブルース         | 山本志朗   | 山本志朗   | Power Spirits                   | 関西     |                    |
| 優秀曲賞   | 窓ガラスのへのへのもへじ | 杉山加奈   | 杉山加奈   | さそり座                        | 中部     |                    |
| 優秀曲賞   | Gypsy（ジプシー）        | 小西麻衣子 | 小西麻衣子 | Pure Pucks （ピュア・パックス） | 関西     | 第15回・予選出場   |
| 入賞       | ひとりきり               | 野村耕治   | 岡山進三   | BAYLEAF（ベイリーフ）           | 関西     |                    |
| 入賞       | 青い月夜の子守唄         | 堀江千恵   | 堀江千恵   | 堀江千恵                        | 中部     |                    |
| 入賞       | 酒呑みの唄 Part II       | 高島田裕之 | 高島田裕之 | RUST                            | 関東     |                    |
| 入賞       | 金色の目                 | 新居昭乃   | 新居昭乃   | 新居昭乃                        | 九州     | 第15回・本選出場   |
| 川上賞     | 金色の目                 | 新居昭乃   | 新居昭乃   | 新居昭乃                        | 九州     |                    |
| 川上賞     | こっちへおいで           | 後藤悟     | 後藤悟     | 後藤悟 with タランチュラ        | 東海     | 第15回・予選出場   |

#### その他の出場歌手
（代表支部：歌手名）
- 北海道：ライム、片桐麻美
- 東北：E.S.P.、サウス・パーパス、SEPIA
- 関東：竹中三佳&ラプラス、パパイヤ・パラノイア、のんきなとうさん
- 中部：亀井美樹
- 東海：池田勇輝
- 関西：小笠原広実、WOODY MIND
- 中国：バニーズ・プロジェクト、こ・そ・あ・ど
- 九州：W・WINK（ダブル・ウインク）、LADY DAY

### 第29回ポピュラーソングコンテストつま恋本選会
- 1985年5月12日 つま恋エキシビションホール
- 演奏：サウンド・スクランブル
- ゲスト：コンセントピックス

| 賞         | 曲名                                           | 作詞                  | 作曲                  | 歌手                        | 代表支部 | 世界歌謡祭の結果 |
| ---------- | ---------------------------------------------- | --------------------- | --------------------- | --------------------------- | -------- | ---------------- |
| グランプリ | You & Me Tonight                               | 長尾知子              | 米沢美代              | ROLL-BACK                   | 関東     |                  |
| 優秀曲賞   | 星降る夜に逢いに来て                           | 岡崎 朱見子（すみこ） | 岡崎 朱見子（すみこ） | 田口貴子                    | 九州     | 第16回・予選出場 |
| 優秀曲賞   | 優しさのエキストラ                             | 松兼 功（いさお）     | 加藤かおる            | 加藤かおる                  | 中部     | 第16回・川上賞   |
| 優秀曲賞   | 不思議なRelation（リレイション）               | 有馬葉子 ・増田幸枝   | 増田幸枝              | JOYFUL（ジョイフル）        | 関東     |                  |
| 優秀曲賞   | 50's Beat （フィフティーズ・ビート）           | 米森正樹              | 米森正樹              | CADILLAC （キャディラック） | 東海     |                  |
| 入賞       | Autumn Blueの鐘                                | 小田昭彦              | 中飯（なかい） 敬一   | PASTEL BLEND                | 関西     |                  |
| 入賞       | Remember Box （リメンバーボックス）            | 福地正明              | 福地正明              | PINBALL（ピンボール）       | 東海     |                  |
| 入賞       | METRO（メトロ） −失われた都市（まち）に生きて− | 松村コージ            | 寺嶋民哉              | NETWORK（ネットワーク）     | 九州     |                  |
| 入賞       | ララバイ                                       | 鈴森剛志              | 鈴森剛志              | フルハウス                  | 北海道   |                  |

#### その他の出場歌手
（代表支部：歌手名）
- 北海道：トラッシュダック、佐々木 一恵（ひとえ）
- 東北：E.S.P.、安藤治彦
- 関東：小口由紀子、雨に神様、MONTHLY ALLEY、RIKA
- 中部：井上陽子
- 東海：池田勇輝
- 関西：中村ゆかり、てるてる坊主、Grip Weed
- 中国：Nut's、陣内大蔵
- 九州：伊奈セクション、ミラクルズ

### 第30回ポピュラーソングコンテストつま恋本選会
- 1985年10月6日 つま恋エキシビションホール
- 演奏：サウンド・スクランブル
- ゲスト：TOMCAT

| 賞         | 曲名                                     | 作詞            | 作曲       | 歌手                                 | 代表支部 | 世界歌謡祭の結果   |
| ---------- | ---------------------------------------- | --------------- | ---------- | ------------------------------------ | -------- | ------------------ |
| グランプリ | …洋子                                    | 尾崎和行        | 尾崎和行   | 尾崎和行&コースタルシティ            | 関西     | 第16回・グランプリ |
| 優秀曲賞   | 東京タコBlues                            | 杉原 徹（てつ） | 金子利昭   | てつ100%                             | 関東     |                    |
| 優秀曲賞   | 雨の中で僕は                             | RIKA            | RIKA       | RIKA                                 | 関東     | 第16回・本選出場   |
| 優秀曲賞   | 恋文・絵巻歌                             | 高口加代子      | 高口加代子 | 伊奈セクション                       | 九州     | 第16回・予選出場   |
| 優秀曲賞   | あなたのそばに ～Empty Sky～             | 坂口由紀子      | 水野雅夫   | 坂口由紀子                           | 中部     |                    |
| 入賞       | ラッシュ・アワーの中へ                   | 水色あまみ      | 水色あまみ | Winding Road（ワインディングロード） | 東北     |                    |
| 入賞       | 心の窓                                   | 富樫真哉        | 富樫真哉   | 富樫真哉                             | 北海道   |                    |
| 入賞       | なんとなく変わった形のハートをしてますね | THE岡田         | THE岡田    | THE岡田と千畳敷                      | 九州     |                    |

#### その他の出場歌手
（代表支部：歌手名）
- 東北：サウス・パーパス、W
- 関東：夜遊美倶楽部（よあそびくらぶ）、カウンシル・フラッツ、桑村達人&BIG5
- 中部：ウナジー、VISION
- 東海：RANDOM、NEWS（ニューズ）
- 関西：Stream Water Band、奥平由美子、豊原平行
- 中国：酒井KATSU、NUT'S
- 九州：多川輝彦、NETWORK、樹下勝也

### 第31回ポピュラーソングコンテストつま恋本選会
- 1986年5月11日 つま恋エキシビションホール
- 演奏：サウンド・スクランブル
- ゲスト：尾崎和行&コースタル・シティー

| 賞         | 曲名                   | 作詞                         | 作曲         | 歌手                 | 代表支部 | 世界歌謡祭の結果 |
| ---------- | ---------------------- | ---------------------------- | ------------ | -------------------- | -------- | ---------------- |
| グランプリ | サイレント・シャウト   | 山本欽也                     | 屋敷昌浩     | 長原裕三             | 中国     |                  |
| 優秀曲賞   | 美辞麗華（びじれいか） | 藤村篤志                     | 藤村篤志     | 藤村篤志             | 関西     | 第17回・本選出場 |
| 優秀曲賞   | パラダイス             | 千賀研治                     | 千賀研治     | 千賀研治             | 中部     |                  |
| 優秀曲賞   | Friendship             | Randy Spencer、 Ronny Rucker | Ronny Rucker | Ronny Rucker         | 関西     |                  |
| 入賞       | サヨナラだけは…        | 野見山正貴                   | 野見山正貴   | Island（アイランド） | 九州     |                  |
| 入賞       | FEEL YOU               | 桑村達人                     | 桑村達人     | 桑村達人 with MONDAY | 関東     |                  |
| 入賞       | きんもくせいの頃       | 村上陽子                     | 村上陽子     | LEO                  | 関西     |                  |
| 入賞       | 異国慕情               | 高口加代子                   | 高口加代子   | 伊奈セクション       | 九州     |                  |
| 入賞       | 惚れて                 | 陣内大蔵・ 阿寿賀やすとし    | 陣内大蔵     | 陣内大蔵             | 関西     |                  |

#### その他の出場歌手
（代表支部：歌手名）
- 北海道：フルハウス＜「蒼く悲しく」で、第17回世界歌謡祭・本選出場＞、高橋諭一
- 東北：尾形潤子&J.J.N.Y.（ニューヨーク）、亜香里（あかり）
- 関東：PUMKIN HEADS、シズム、エレナー
- 中部：クマさん、西村幸子、HONEY PIE
- 東海：平尾晴奈、池田勇輝、LAZE（レイズ）
- 関西：T－40
- 中国：酒井KATSU、Replica

### 第32回ポピュラーソングコンテストつま恋本選会
- 1986年9月29日 つま恋エキシビションホール
- 演奏：サウンド・スクランブル
- ゲスト：RONNIE RUCKER

| 賞                   | 曲名                    | 作詞            | 作曲            | 歌手                                | 代表支部 | 世界歌謡祭の結果   |
| -------------------- | ----------------------- | --------------- | --------------- | ----------------------------------- | -------- | ------------------ |
| グランプリ           | 明日行きの列車          | 小野健児        | 小野健児        | 小野健児                            | 関西     | 第17回・グランプリ |
| 金賞（シニア部門）   | 心冷たき弱気な戦士      | 立石慎太郎      | 立石慎太郎      | 立石慎太郎&Genocide（ジェノサイド） | 東北     |                    |
| 金賞（ジュニア部門） | おいでブランコリー      | 杉山加奈        | 杉山加奈        | さそり座                            | 中部     | 第17回・金賞       |
| 銀賞（シニア部門）   | パーティナイト          | 熊川浩彰        | 熊川浩彰        | THE FIFTIES（ザ・フィフティーズ）   | 九州     | 第17回・川上賞     |
| 銀賞（シニア部門）   | 哀しい…ダンス           | PUMKIN HEADS    | PUMKIN HEADS    | PUMKIN HEADS（パンキン・ヘッズ）    | 関東     |                    |
| 銀賞（ジュニア部門） | 夢を… 〜Believe〜       | Mikko           | Mikko           | さくらさくら                        | 中部     |                    |
| 銀賞（ジュニア部門） | もうひとつの17才        | 鈴木哲彦        | 鈴木哲彦        | HEART BREAKER                       | 関西     |                    |
| 川上賞               | くやしいけど I Love You | 林 功（いさお） | 林 功（いさお） | むらさきキャベツ                    | 九州     |                    |
| オーディエンス賞     | 明日行きの列車          | 小野健児        | 小野健児        | 小野健児                            | 関西     |                    |
| プレス賞             | パーティナイト          | 熊川浩彰        | 熊川浩彰        | THE FIFTIES                         | 九州     |                    |

#### その他の出場歌手
（代表支部：歌手名）
- ジュニアの部
  - 北海道：Nothing
  - 関東：Break Shot
  - 東海：EVE、FLASH
  - 関西：HIDE OUT
  - 中国：川上和之

- シニアの部
  - 北海道：LIKE
  - 東北：安藤治彦&MAIN DISH
  - 関東：ミラクルズ
  - 中部：鯉江尚里（こいえなおり）、OVER WORK
  - 東海：ストーム
  - 中国：KATZE（カッツェ）

## 商標
「ポピュラーソングコンテスト」と「ポプコン」は商標として登録されている。
| 称呼                               | 登録番号    | 登録日                  | 権利者         |
| ---------------------------------- | ----------- | ----------------------- | -------------- |
| ポピュラーソングコンテスト，ヤマハ | 第1979531号 | 1987年(昭和62年)8月19日 | ヤマハ株式会社 |
| ポピュラーソングコンテスト         | 第3023051号 | 1995年(平成7年)2月28日  | ヤマハ株式会社 |
| ポプコン                           | 第1128820号 | 1975年(昭和50年)6月26日 | ヤマハ株式会社 |
| ポプコン                           | 第3162202号 | 1996年(平成8年)6月28日  | ヤマハ株式会社 |
| ポプコン                           | 第4001011号 | 1997年(平成9年)5月16日  | ヤマハ株式会社 |